# Campeonato Europeu de Patinação Artística no Gelo de 1891
O Campeonato Europeu de Patinação Artística no Gelo de 1891 foi a primeira edição do Campeonato Europeu de Patinação Artística no Gelo, um evento anual de patinação artística no gelo organizado pela União Internacional de Patinação (em inglês:  International Skating Union) onde os patinadores artísticos competem pelo título de campeão europeu. A competição foi disputada entre os dias 23 de janeiro e 24 de janeiro, na cidade de Hamburgo, Alemanha.

## Eventos
- Individual masculino

## Medalhistas
| Evento                        | Ouro                   | Prata                     | Bronze                 |
| Individual masculino detalhes | Oskar Uhlig · Alemanha | Anon Schmitson · Alemanha | Franz Zilly · Alemanha |

## Resultados

### Individual masculino
| Pos.              | Nome            | Nacionalidade |
| ----------------- | --------------- | ------------- |
| Medalha de ouro   | Oskar Uhlig     | Alemanha      |
| Medalha de prata  | Anon Schmitson  | Alemanha      |
| Medalha de bronze | Franz Zilly     | Alemanha      |
| 4                 | Josef Nowy      | Áustria       |
| 5                 | Willi Dienstl   | Áustria       |
| 6                 | Fritz Ahrendt   | Alemanha      |
| 7                 | Wilhelm Schulze | Alemanha      |

## Quadro de medalhas
| Ordem | País     | Medalha de ouro | Medalha de prata | Medalha de bronze |   | Ordem por total |
| ----- | -------- | --------------- | ---------------- | ----------------- | - | --------------- |
| 1     | Alemanha | 1               | 1                | 1                 | 3 | 1               |
| TOTAL | TOTAL    | 1               | 1                | 1                 | 3 | —               |